# 裴黄越英
裴黄越英（1999年1月1日—）是一名越南足球运动员，司职中后卫。目前效力于越南甲级联赛俱乐部河内FC。目前是越南足球队国脚。 

## 荣誉
Hồng Lĩnh Hà Tĩnh
- 越南乙级联赛：2019 ；2018年亚军

河内
- 越南甲级联赛：2020年亚军
- 越南国家杯: 2020
- 越南超級盃: 2020, 2021

越南 U23
- 东南亚运动会: 2021